# Leptosynapta steinitzi
Leptosynapta steinitzi is een zeekomkommer uit de familie Synaptidae.
De wetenschappelijke naam van de soort werd in 1967 gepubliceerd door Gustave Cherbonnier.